# José Albero Francés
José Albero Francés (el Camp de Mirra, 1933) és un director de bandes de música i compositor valencià.
Comença els seus estudis musicals el 1948, quan es forma la banda de música del seu poble natal. Posteriorment cursa els estudis superiors de trompeta, piano, composició i direcció d'orquestra als conservatoris de Múrcia, Màlaga, Sevilla i València i els àmplia a França en les especialitats de composició i direcció d'orquestra. En 1967 obté el títol de direcció d'orquestra formant part de la primera promoció de directors titulats.

## Activitat professional
Cal ressenyar el seu ingrés per oposició en el Cos Nacional de Directors de Bandes de Música Civils en la seua primera categoria (1963) sent nomenat quatre anys més tard director titular de la Banda Municipal de Badajoz, on a més funda l'Orquestra Simfònica, la de Càmera de Vent i imparteix classes en el conservatori. En 1973 ocupa plaça de Director titular de la Banda Municipal de Sevilla, a més imparteix classes en el Conservatori d'aquesta ciutat fins a 1981 en el qual és baixa per a dedicar-se exclusivament a la Banda Municipal de Música.
Com a director convidat ha dirigit diverses Bandes com l'Orquestra del Conservatori de València, l'Orquestra Bètica de Sevilla, l'Orquestra Filharmònica de Sevilla i l'Orquestra Simfònica "Ciutat de Palma", entre d'altres.
Ha organitzat cursos de Direcció Coral, d'iniciació instrumental, orquestració i transcripció així com ha format part com a tribunal en nombrosos concursos tant de bandes com de corals o de composició a València, Badajoz i Sevilla.

## Distincions
Destaca el Premi Ateneo de Sevilla de 1980 per Himno a Sor Ángela de la Cruz. En 1989 va ser estrenada la seua obra Concert per a Trompeta i Banda guardonat en el Primer Concurs Internacional de Composició "Centenario del Litro" actuant com a solista Vicente Campos, Catedràtic de Trompeta del Conservatori de València. El setembre del 1991 s'estrena la seua obra Segon Concert per a Trompeta i Banda, obra premiada en el Memoràndum Vicente Lillo de Sant Vicent del Raspeig, actuant de solista José Ortiz Soriano, solista de l'Orquestra Nacional.
En 1998 obté el primer premi en el Concurs Nacional de marxes de l'Ajuntament de San Fernando (Cadis) sent atorgat el mateix premi l'any 2002. Aquest mateix any se li concedeix el primer premi en el concurs convocat per l'Ajuntament en la modalitat de Pasdoble de Concert.
Des de 1990 ocupa la Presidència del Col·legi Oficial de Directors de Bandes de Música Civils. També l'Ajuntament de la seua ciutat natal, li va retolar un carrer amb el nom de José Albero Francés. L'any 2008 va ser nomenat Fill Adoptiu de la localitat de Pego (la Marina Alta), on havia sigut director de la Banda Municipal de Música.
En 2012 se li atorga el premi de la revista "Harmonia Confrare" en la seua segona edició, dins d'un concert-homenatge a la seua carrera musical.